# Jasper Sitwell
Jasper Sitwell es un personaje ficticio, un agente de espionaje que aparece en los cómics estadounidenses publicados por Marvel Comics.
El personaje es interpretado por Maximiliano Hernández en el Universo cinematográfico de Marvel.

## Historial de publicación
Creado por el escritor y editor Stan Lee y el artista y cocreador Jack Kirby, apareció por primera vez en Strange Tales # 144 (mayo de 1966).

## Biografía ficticia
Jasper Sitwell se graduó en la parte superior de su clase en la Academia S.H.I.E.L.D., particularmente con altas calificaciones en la escuela salto en el aire y maniobras submarinas. Cuando se introdujo por primera vez para proteger al director ejecutivo Nick Fury, con actitud ansiosa-castor del nuevo agente que cumpla inicialmente con fingida (y ocasionalmente real) la frustración de Fury y el segundo al mando de Dum Dum Dugan, pero Sitwell pronto se prueba y se gana a sus compañeros de los agentes al respeto - aunque teñida de humor ocasional dirigido a su juventud e ingenuidad idealista. Apadrinado por el propio Fury y ocasionalmente nombrado director interino cuando Fury está en misiones en solitario en el campo, Sitwell más tarde se asigna a Industrias Stark como enlace entre la pantalla y que el contratista de defensa de la industria, que diseña y fabrica gran parte de las municiones y equipo de S.H.I.E.L.D. Allí se enfrenta a unos disfrazados asesinos y terroristas como Gárgola Gris, Spymaster (quién le dispara y pone Sitwell en un estado de coma por un tiempo), y A.I.M., e incluso un romance con Whitney Frost, una sola vez en el paramour Stark. Sitwell es finalmente reasignado de nuevo a S.H.I.E.L.D., pero sigue desempeñando un papel en los asuntos de Tony Stark de vez en cuando. Cuando Obadiah Stane se hace cargo de lo que era entonces llamado Stark Internacional, Fury envía a Sitwell en un intento fallido en última instancia para recuperar las armaduras de Iron Man.
Sitwell, como la mayoría de los líderes de S.H.I.E.L.D. en ese momento, aparentemente fue asesinado por una variedad "Deltan" autoconsciente y renegada del "Life Model Decoys", humanos artificiales de S.H.I.E.L.D., y se sustituye por una de esas LMD, que entonces fue instalado como Director Ejecutivo. El verdadero Sitwell vuelve más tarde con vida después de haber sido lavado el cerebro por una facción de la organización terrorista HYDRA, colocó en animación suspendida, lanzado como parte de un complot contra Fury, y, finalmente, desprogramado. Desde entonces se ha convertido en la parte superior del interrogador de S.H.I.E.L.D., a menudo se combina con el agente compañero Jimmy Woo. También ha trabajado en una estrecha colaboración con el puente GW, principalmente, en un intento de neutralizar la amenaza del Punisher.
Sitwell era uno de los muchos agentes de S.H.I.E.L.D. que se negaron a unirse a la organización H.A.M.M.E.R. de Norman Osborn a raíz de la Invasión Secreta Skrull. Se uniría a Dum Dum Dugan para formar un grupo paramilitar mercenaria que comprometería su programa asociado "Leviatán", H.A.M.M.E.R., Hydra y junto con los Secret Warriors de Nick Fury. Una de estas muchas escaramuzas, ve Jasper en perder a sus amigos Eric Koenig y Gabriel Jones.
También trabaja con Nick Fury en lo que respecta a las actividades subterráneas de Bucky Barnes, el Soldado del Invierno.
Durante una de las misiones del Soldado del Invierno, una Viuda Negra con el cerebro lavado, es llevada en custodia en la sede de S.H.I.E.L.D. Ella había sido influenciada por una vieja tecnología de lavado de cerebro de Rusia por lo que parecía que se había liberado de un intento de lavado de cerebro y había regresado a su antiguo yo. Este fue en realidad una estratagema por elementos sin escrúpulos rusos con el fin de atacar a Nick Fury. Viuda Negra trató de matar a Nick Fury, pero Sitwell subió a la trayectoria del disparo y murió en lugar de Fury. Su sacrificio dio a Fury la oportunidad de salvarse.
Volvió como un zombi por caminos desconocidos y se llevó a cabo en el Área 13 por una división de S.H.I.E.L.D. llamado S.T.A.K.E., Sitwell se unió al Life Model Decoy de Dum Dum Dugan y el agente Martin Reyna para luchar contra una Abominación Adolescente. Después de la derrota de Abominación Adolescente, Jasper fue devuelto a su celda. En el camino de vuelta a su celda, cruzó Dugan y lo reconoció.
Como parte del evento All-New, All-Different Marvel, la forma zombi de Jasper Sitwell aparece como miembro de los Comandos Aulladores de S.T.A.K.E.
Jasper Sitwell en forma de zombi se vio con los Comandos Aulladores en el momento en que ayudan al Viejo Logan en el rescate de Júbilo de Drácula.

## Poderes y habilidades
Jasper Sitwell tiene un entrenamiento S.H.I.E.L.D., donde fue entrenado en el espionaje, armas de fuego y combate cuerpo a cuerpo.

## Otras versiones
La versión Ultimate Marvel de Jasper Sitwell es un operativo del gobierno. En Ultimate Fallout, informa a Nick Fury que el presupuesto de S.H.I.E.L.D. disminuirá en un 30 por ciento.

## En otros medios

### Televisión
Jasper Sitwell aparece en Los Vengadores: los héroes más poderosos de la Tierra, con la voz de Tom Kane.

### Cine
La forma zombi de Jasper Sitwell aparece en Hulk: Where Monsters Dwell, con la voz de Mike Vaughn.Esta versión es miembro de los Comandos Aulladores, responsable de cuidar el cuerpo de Hulk y Doctor Strange mientras estaban en el Reino de los Sueños. Después, cuando Hulk y Strange regresaron, él y los otros monstruos se enfrentaron a Pesadilla en el mundo real.

### Universo cinematográfico de Marvel
- Jasper Sitwell aparece en películas y Marvel One-Shots en el Universo cinematográfico de Marvel, interpretado por Maximiliano Hernández. El personaje cambia de su notable personaje caucásico de cabello plano a un calvo latinoamericano.
  - En el 2011, aparece en Thor,[19] donde actuó bajo la dirección de Phil Coulson. Está presente cuando descubren a Mjolnir y confiscan la investigación de Jane Foster y Erik Selvig. Cuando Thor irrumpe en la base para recuperar a Mjolnir, Sitwell llama a Clint Barton para que lo saque. Más tarde, Sitwell y Coulson son testigos de la batalla de Thor con el Destructor.
  - En The Consultant,[20] que tiene lugar poco después de The Incredible Hulk, Sitwell se reúne con Coulson en un restaurante para discutir el tema del Consejo de Seguridad Mundial queriendo que Emil Blonsky sea parte de la Iniciativa de los Vengadores. Envían a The Consultant, que en realidad es Tony Stark, para molestar al general Ross hasta el punto de que nunca lo liberaría.
  - En el 2012, aparece de regreso en Los Vengadores.[21] Sitwell aparece a lo largo de la película como un experto en informática en el Helicarrier de S.H.I.E.L.D.
  - Sitwell actúa como líder en el Ítem 47,[22] donde es asignado por su compañero agente Félix Blake para buscar a dos personas llamadas Benny Pollack y Claire Wise que reprograman un arma Chitauri y comenzaron a usarla para robar bancos. Sitwell los captura, pero está más impresionado que molesto por sus habilidades. Decide introducirlos en S.H.I.E.L.D. con Benny como parte de la división de armas de S.H.I.E.L.D. y Claire como asistente de Felix, para su disgusto.
  - Jasper Sitwell aparece en la serie de televisión Agents of S.H.I.E.L.D.. Sus apariciones en el programa tienen lugar algún día después de Marvel One-Shot Item 47 e inmediatamente antes de la película Capitán América y el Soldado del Invierno, comenzando con el episodio de la primera temporada " The Hub " donde saluda a Phil Coulson y su equipo a la base del mismo nombre. Cuando Jemma Simmons está husmeando, Sitwell la atrapa, pero ella lo noquea.[23] Sitwell reaparece en "Yes, Men", donde le dice a Coulson que Nick Fury estaba fuera de la red después de que Coulson pidiera hablar con él.[22] Sitwell hizo su última aparición en vivo en "End of the Beginning", donde está presente cuando Coulson reúne a sus aliados para buscar una persona llamada El Clarividente. Sitwell afirma que lo ayudará, pero que tuvo que cuidar de actuar como escolta de Lemurian Star, lo que lleva a los eventos de The Winter Soldier.[24] Sitwell aparece más tarde en la quinta temporada, episodio "Rise and Shine", con Adam Faison retratando una versión más joven del personaje. Se revela que Sitwell asistió a una Academia Hydra junto con Wolfgang von Strucker y Hale y fue asignado a actuar como agente de S.H.I.E.L.D.[25]
  - En la película del 2014, Capitán América y el Soldado de Invierno,[26] donde se revela que es un agente durmiente de Hydra con muchas de sus actividades bajo el conocimiento de Nick Fury y que le informa directamente a Alexander Pierce. Él es capturado y revela el plan de Hydra a Steve Rogers, Natasha Romanoff y Sam Wilson. Él es rápidamente traicionado por sus compañeros agentes de Hydra, y es arrojado de un automóvil por un Soldado del Invierno con el cerebro lavado.
  - Una variante de la línea temporal alternativa de Sitwell aparece en la película Avengers: Endgame (2019). Se le ve durante una escena que tiene lugar en 2012.[27]

### Videojuegos
- Jasper Sitwell aparece como un personaje secundario en Marvel: Avengers Alliance, concretamente en su sección Marvel XP.
- Jasper Sitwell aparece en Lego Marvel Vengadores, con la voz de Keith Silverstein.[17]
- Jasper Sitwell aparece en forma de zombi en Marvel Avengers Academy, con la voz de Jesse Adam.[17]